# Sark
Sark kis lakott sziget a La Manche csatorna délnyugati részén. A Csatorna-szigetek egyike, a Guernsey Bailiffség tagja, brit koronafüggőség.
 Guernsey Bailiffség-hez tartozik még:  Alderney,  Herm,  Guernsey,  Sark.
Sark volt az utolsó olyan terület Európában, ahol megszűnt a feudalizmus: a sziget csak 2008-ban tért át a demokratikus kormányzati rendszerre. Történelmének egyedi epizódja az is, hogy egy ízben egyetlen ember próbálta megszállni.
Területe 5,45 km², népessége 600 fő. Sark legnagyobb bevételi forrása a turizmus, a pénzügyi szolgáltatások és a hajózás.

## Földrajz
Sark két részre oszlik: Kis- és Nagy-Sark. Egy keskeny földhíd köti össze őket, a La Coupée. Csak 1900-ban emeltek védőkorlátot rá.
Sark legmagasabb pontja 114 m. Ez a hely a legmagasabb pont az egész Guernsey Bailiffségben. Kis-Sarkon van néhány bánya, ahol galenitot bányásznak. Port Gorey bányában még ezüst is van. Kis-Sark déli szélén van két gyógyfürdő (Venus Pool és Adonis Pool).
Brecqhou szigete alig 200-300 méterre van Nagy-Sarktól, nyugatra. Magánterület, látogatható.

## Politika
Sark volt az utolsó feudális állam Európában. Névlegesen a Seigneur gyakorolja a hatalmat. Néhány fontos reform csak 2008-ban fejeződött be.

### Seigneur
Sark 22. seigneur-ja 1980 óta John Michael Beaumont.
A Seigneur a 2008-as alkotmányos reformok előtt a sziget feudális államfője volt. Ezt a jogot I. Erzsébettől kapták 1565-ben.

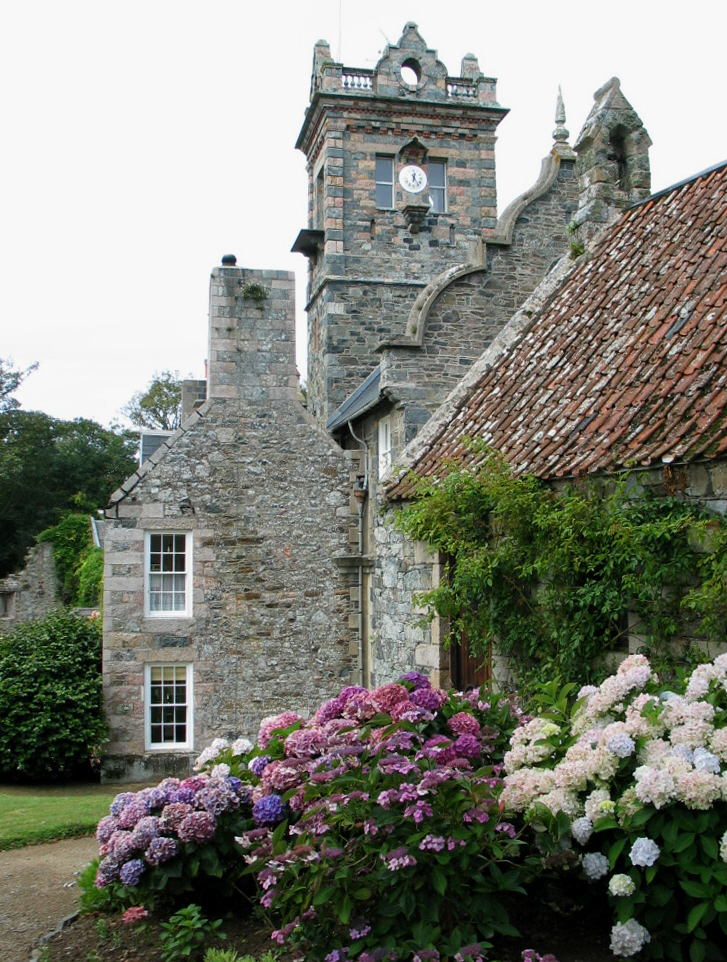
A Seigneurie

## Történet
A 13. században Sark a La Manche-beli kalózok bázisa volt. Bár szerzetesi közösségekkel telepítették be a középkorban, a 16. századra lakatlan volt, a kalózok központjaként szolgált. Helier de Cartaret, St. Ouen hűbérura Jersey-n, engedélyt kapott I. Erzsébet angol királynőtől, hogy benépesítse a szigetet 40 jersey-i családdal. Ezt meg is tette.
A második világháború alatt a németek megszállták a szigetet, csakúgy, mint a Csatorna-szigetek többi tagját. Ez az időszak 1940-től 1945-ig tartott.

### Jelenkori története

#### Egyszemélyes megszállási kísérlet
1990 augusztusában egy munkanélküli francia atomfizikus, André Gardes, megkísérelte megszállni Sarkot egy félautomata fegyverrel. Éjszaka érkezett a szigetre, feliratokat ragasztott ki a szigeten, hogy másnap délben megszállja azt. Egy önkéntes csendőr vette őrizetbe másnap – nem sokkal déli 12 óra előtt –, amikor Gardes egy padon ült, és éppen tárat cserélt a fegyverében.

#### Átmenet a demokráciába
2007. július 4-én megkezdődött a feudális rendszer felszámolása, így teljesítve az Európai Emberi Jogok Nyilatkozatának rendelkezését. A sziget törvényhozóit 2008 végén választották meg először.

## Sercquiais
A sercquiais (sarki nyelv) a normann nyelv egyik változata. Ezt főleg a lakosság idősebb tagjai használják. A normann betelepülők hozták magukkal.

## Oktatás
A szigeten egyetlen iskola van: a Sark School. Itt a gyerekeket 5-től 15 éves korig tanítják. Az iskolát általában Jersey vagy Guernsey szigetén fejezik be a tanulók.

## Közlekedés
A sziget teljes területéről ki vannak tiltva az autók, a szigetlakók biciklivel, lovaskocsival, traktorral, esetleg motorkerékpárral közlekednek. Nemzetközi repülőtér nincs Sarkon, de a szomszédos nagyobb szigeteken vannak:
- Jersey Airport
- Guernsey Airport

## Fordítás
- Ez a szócikk részben vagy egészben  a   Sark című angol Wikipédia-szócikk fordításán alapul.  Az eredeti cikk szerkesztőit annak laptörténete sorolja fel. Ez a jelzés csupán a megfogalmazás eredetét és a szerzői jogokat jelzi, nem szolgál a cikkben szereplő információk forrásmegjelöléseként.

## Külső hivatkozások
- Hivatalos önkormányzati oldal Archiválva 2016. július 7-i dátummal a Wayback Machine-ben (angolul)
- Sark hivatalos turisztikai oldala (angolul)